# Jordan Owens (Eishockeyspieler)
Jordan Owens (* 1. Mai 1986 in Toronto, Ontario) ist ein ehemaliger kanadischer Eishockeyspieler, der im Verlauf seiner aktiven Karriere zwischen 2004 und 2019 unter anderem über 360 Spiele in der American Hockey League (AHL) auf der Position des linken Flügelstürmers bestritten hat. Darüber hinaus verbrachte Owens drei Spielzeiten in Diensten der Fischtown Pinguins Bremerhaven, davon zwei in der Deutschen Eishockey Liga (DEL).

## Karriere
Owens spielte ab dem Sommer 2004 für die Mississauga IceDogs in der Ontario Hockey League (OHL) und erzielte in drei Jahren in 192 Einsätzen 69 Tore sowie 84 Assists. In der Schlussphase der Saison 2006/07 wechselte er zum Hartford Wolf Pack in die American Hockey League (AHL) und erhielt im Mai 2009 dann einen Vertrag beim NHL-Klub New York Rangers. Er kam in der National Hockey League (NHL) aber nicht zum Einsatz, sondern wiederum für das Wolf Pack, das Farmteam der Rangers. Im März 2010 wurde er im Tausch für Kris Newbury zu den Grand Rapids Griffins transferiert. Die nächste Station seiner Karriere waren die Connecticut Whale, wo er die Saison 2011/12 in der AHL verbrachte.
In der Spielzeit 2012/13 sammelte Owens erste Erfahrungen in Europa und lief für den dänischen Erstligisten SønderjyskE Ishockey auf. Mit 19 Treffern sowie 21 Torvorlagen in 47 Einsätzen trug Owens zum Gewinn des dänischen Meistertitels bei, zudem gewann er mit dem Verein den nationalen Pokalwettbewerb. In der Saison 2013/14 war er wieder in Nordamerika aktiv und spielte für die South Carolina Stingrays in der ECHL sowie die Hamilton Bulldogs in der AHL, ehe er nach Südtirol zog. Im August 2014 wurde er vom WSV Sterzing Broncos als Neuzugang vermeldet. In der italienischen Serie A erzielte er in 45 Spielen 31 Treffer und legte 32 weitere vor.
Nach einer Saison in Südtirol wechselte Owens zur Saison 2015/16 nach Deutschland zu den Fischtown Pinguins Bremerhaven in der DEL2. In seinem ersten Jahr in der zweithöchsten deutschen Spielklasse kam er auf 52 Einsätze mit 16 Toren und 24 Torvorlagen. Zur Spielzeit 2016/17 erhielten die Fischtown Pinguins die Lizenz für die Deutsche Eishockey Liga (DEL) und somit ging Owens mit den Bremerhavenern im deutschen Eishockey-Oberhaus auf Punktejagd. In den Jahren 2017 und 2018 erreichte er mit Bremerhaven die DEL-Playoffs. Nach dem Abschluss des Spieljahres 2017/18 verließ er die Mannschaft und spielte in der Saison 2018/19 für die Sheffield Steelers in der britischen Elite Ice Hockey League (EIHL). Über die Sommermonate des Jahres 2019 lief der Kanadier für die Melbourne Mustangs in der Australian Ice Hockey League (AIHL) auf. Danach beendete der 33-Jährige seine Profikarriere und trat danach nur noch im kanadischen Amateur-Eishockey in Erscheinung.

## Erfolge und Auszeichnungen
- 2008 Teilnahme am ECHL All-Star Game
- 2013 Dänischer Meister mit SønderjyskE Ishockey
- 2013 Dänischer Pokalsieger mit SønderjyskE Ishockey
- 2016 Aufstieg in die DEL mit den Fischtown Pinguins Bremerhaven

## Karrierestatistik
(Legende zur Spielerstatistik: Sp oder GP = absolvierte Spiele; T oder G = erzielte Tore; V oder A = erzielte Assists; Pkt oder Pts = erzielte Scorerpunkte; SM oder PIM = erhaltene Strafminuten; +/− = Plus/Minus-Bilanz; PP = erzielte Überzahltore; SH = erzielte Unterzahltore; GW = erzielte Siegtore; 1 Play-downs/Relegation; Kursiv: Statistik nicht vollständig)